# Мухаммад, Гулам
Гулам Мухаммад (урду ملک غلام محمد‎) — пакистанский государственный деятель. Занимал должность генерал-губернатора Пакистана с 1951 по 1955 год.

## Биография
Родился в 1895 году в Лахоре в семье среднего класса. После окончания Алигархского мусульманского университета, он стал одним из основателей компании Mahindra & Mahindra Limited. Однако после раздела Британской Индии Гулам бросил бизнес и уехал в Пакистан (где стал министром финансов).
Его экономическое образование помогло стране в эпоху финансового кризиса. Именно по его инициативе Пакистан выступил организатором Международной исламской экономической конференции в Карачи в период с 26 ноября по 6 декабря 1949 года. Министры финансов всех мусульманских стран приняли участие в конференции. В своем выступлении Гулам Мухаммад подал идею создания экономического блока исламских государств.
Лиакат Али Хан в последние дни своего правления решил снять с должности Гулам Мухаммада из-за его проблем со здоровьем. Но после смерти Лиаката для Гулама Мухаммада появились новые перспективы в плане карьерного роста. Когда Хаваджа Назимуддин ушёл в отставку с поста генерал-губернатора и стал премьер-министром, то именно Гулам Мухаммад стал третьим генерал-губернатором Пакистана. Как генерал-губернатор Мухаммад начал доминировать в политической жизни страны и Хаваджа Назимуддин оказался бессилен на своём посту премьер-министра. Когда Назимуддин и возглавляемый им Кабинет министров попытался оспорить власть Гулам Мухаммада, то последний, при поддержке бюрократического и военного руководства провернул заговор против Кабинета министров. Он использовал свои дискреционные полномочия в соответствии с временной конституцией, которая предусматривала, что премьер-министр занимает свою должность при одобрении генерал-губернатора. Воспользовавшись этим положением конституции Мухаммад отправил Назимуддина в отставку.
Гулам Мухаммад помог Мухаммаду Али Богре (который был послом Пакистана в Соединенных Штатах), стать следующим премьер-министром. В связи с проблемами со здоровьем Гулам Мухаммад отправился в отпуск на два месяца и в конце концов был уволен действующим генерал-губернатором Искандером Мирза. Гулам Мухаммад скончался в 1956 году.